# Pěstování pěnišníku

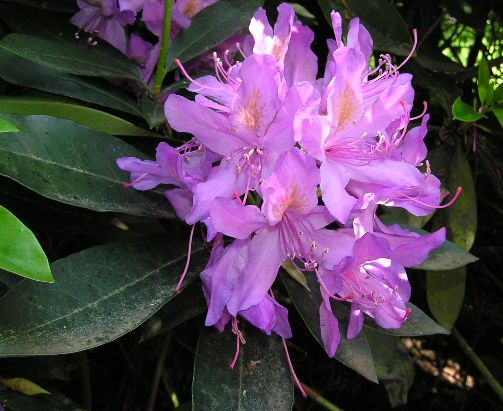

Pěstování pěnišníků má specifické nároky na půdu a stanoviště. Nevhodné pěstební podmínky často způsobují fyziologické choroby rostlin. Komplikace při pěstování mohou způsobit patogenní organismy. Pěstování pěnišníků je rozšířeno pro dekorativní květy a především u stálezelených druhů.

## Pěstování

### Půda
Stejně jako ostatní rostliny z čeledi vřesovcovité, většina pěnišníků preferuje kyselé půdy s pH zhruba 4,5–5,5. Rostliny budou v případě, že půda není dostatečně kyselá trpět chlorózou. Vápník snáší (Rhododendron praecox) a (Rhododendron hirsulum) rostoucí ve vápencových Alpách.. Půdu můžeme okyselit přidáním rašeliny, nebo je doporučována prášková síra.
Jako zemina je vhodná jehličnatka, ale nejvhodnější je vláknitá rašelina. Výzkumníci tvrdí, že rostliny  vysázené do směsi obsahující rašeliník budou vzdorovat onemocnění lépe. Rašelina v půdě reguluje dostupnost vody, takže kořeny nejsou příliš vlhké a rašeliník poskytuje ochranu proti nemocem.
Jako přísady jehličnatá hrabanka, listovka (celkově není vhodná, má být do výše 30 %), borová kůra, rašeliník je vhodnou přísadou půdy. V USA se do půdy přidávají i hobliny a piliny, po úpravě pH 0,2% kyselinou fosforečnou. Vhodnou přísadou je i písek, nebo perlit s polystyrenem. Některé tropické druhy podrodu Vireyas a několik dalších druhů rododendronů rostou jako epifyty a vyžadují lehkou zeminu podobnou jako epifytní orchideje. Rododendrony mají vláknité kořeny a raději propustné půdy s vysokým obsahem organických látek (rašelina, jehličnatka). V oblastech s málo propustnými půdami nebo v alkalických půdách se rododendrony  často pěstují v příkopech naplněných rašelinou. Pečlivém zalévání je důležité u čerstvě vysázených rostlin.

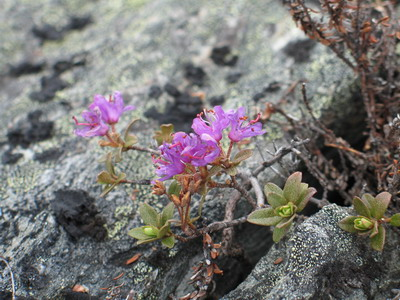
Rhododendron lapponicum

Vzhledem k tomu, že jemné kořeny pěnišníků jsou často napadány houbami, je propustnost půdy důležitým faktorem. Propustnost půdy lze zjistit tak, že vykopeme díru 50 cm hluboko a naplníme ji vodou. Pokud se voda nevsákne do čtyř hodin, je vhodné instalovat drenážní dlaždice k odvádění přebytečné vody, nebo pěnišník pěstovat na vyvýšeném záhonu. Je třeba, aby půda nikdy nevyschla úplně, ale aby nebyla příliš vlhká. Zalévání je nutné  během dlouhého suchého období.
Při pěstování v ČR je doporučena pro pěnišníky zimní přikrývka, tak aby nastlané listí zakrývalo přinejmenším kořenový krček.

### Stanoviště
Upřednostňují stinná vlhká chráněná místa. Některé odrůdy ovšem snáší plné slunce dobře. Plné slunce více stimuluje kvetení. Přesto volíme raději severní stranu budov, tak, aby nebyly vystaveny prudkému slunci, a nikdy nesázíme pěnišníky samostatně, ale ve skupině s nějakým stromem, který je už před výsadou dost vzrostlý, aby poskytl stín. Nejhůře působí slunce brzy zjara, kdy může popálit listy, nebo celkově oslabit rostlinu tak, že je náchylná k chorobám. Pěnišníkům prospívá také každoroční mulčování. Vhodné je také používat jako zimní kryt listí, kompost atp. Nevhodná je výsadba pěnišníku u velkých betonových ploch nebo ploch, které jsou v létě rozpálené sluncem.

#### Pěstování v nádobách
Při pěstování v květináčích je důležité použít květináče tvarované do šířky, protože kořeny pěnišníků rostou mělce a do šířky. Výškově postačí do 30–40 cm. Po přesazení je důležitá zálivka. Keře v přírodě obvykle dobře přežívají zimu pod sněhem, kdy studená pokrývka sněhu je chrání před mrazem a je zdrojem vody. Při pěstování v zahradě je dobré připravit pěnišníky na zimu nastýlkou listí, nebo kompostu a přes zimu zalévat.

### Výsadba
Silně se nedoporučuje přesazovat rododendrony z volné přírody, protože i při nejlepší péči mají jen malou šanci na přežití. Rostliny zakoupené ve školkách porostou výrazně lépe. Začátečníci by měli vybírat spíše hybridní druhy. Velmi snadno se pěstují hybridy pěnišníku (Rhododendron catawbiense), ale i (Rhododendron luteum) (žlutě kvetoucí, silná vůně, opadavý).

### Rozmnožování
Množí se semeny, řízkováním, odrůdy lze štěpovat, některé odrůdy můžeme množit oddělky a je používáno i meristémové množení. Při množení hřížením také nižší větve lze zasypat zemí. Zakořeňují už prvním rokem, ale je vhodné hřížence oddělit až po dvou letech . 
Pěstované kultivary pěnišníků se většinou snadno množí řízky. Kromě řízků lze k vydatnějším způsobům množení použít i nařízkovaná samotná očka s listem.

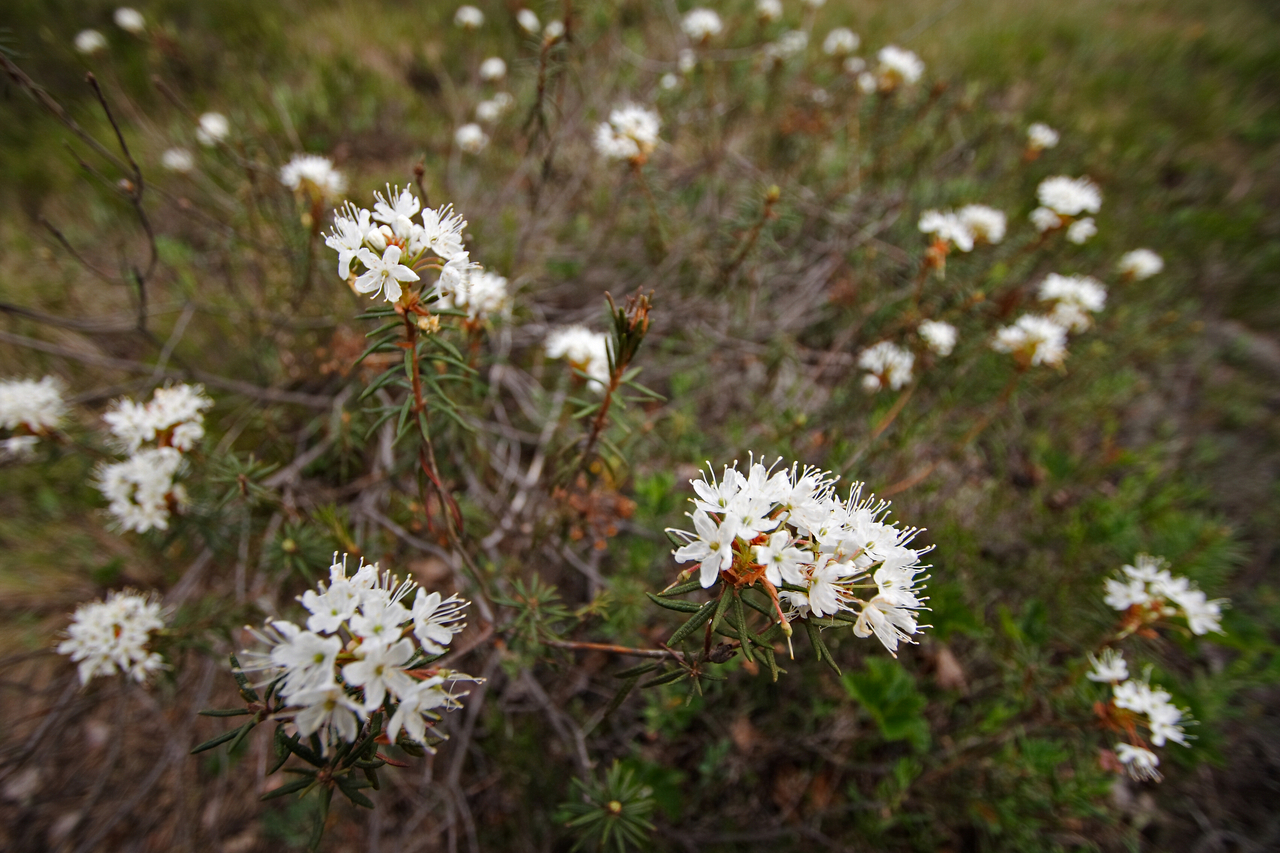
(Rhododendron tomentosum)

### Přihnojování
Hnojí se tekutými, nebo organickými hnojivy. Lépe méně než více, ideálně do léta, na konci zimy a před květem. Pro dostatečné kvetení je doporučeno dát důraz na obsah fosforu. Z půd, ve kterých jsou rhododendrony pěstovány, se živiny rychle vyplavují, proto je vhodné je pravidelně v malých dávkách doplňovat. Většinou lze zakoupit hnojiva speciálně určená pro acidofilní rostliny – nezvyšují pH půdy, nebo pH půdy můžeme snížit i používáním zelené skalice (síran železnatý). Od poloviny léta omezíme zcela přísun dusíkatých hnojiv (když rostlina roste dobře, není v druhé polovině roku třeba hnojit vůbec). Smyslem opatření je zabránit zbytečnému namrzání.
Z organických hnojiv je vhodná močůvka.

### Poruchy výživy
Poruchy výživy způsobují chorobné změny. Nejčastějším a velice nápadným projevem je chloróza. Listy postupně žloutnou a mohou být i pestré, když si žilnatina zachová původní zelenou barvu. U pěnišníků bývá většinou prvotní příčinou pokles kyselosti půdy a v důsledku toho pokles kyselosti buněčné šťávy. V alkalickém prostředí jsou totiž vázány některé prvky pro tyto rostliny nezbytné ve sloučeninách jim nedostupné. Rostliny je nemohou přijímat, trpí jejich nedostatkem a chřadnou.
Zvlášť nepříznivá je pro pěnišníky přítomnost uhličitanu vápenatého. Je alkalický a navíc vápník v této formě brzdí příjem železa v rostlinných pletivech
Nedostatek železa
Nedostatek dostupného železa je citelný, protože železo je nutné k tvorbě chlorofylu. Je-li vázáno v nedostupné formě, chlorofyl se nereprodukuje, listy jsou zprvu světle zelené, pak žluté. Žilnatina zůstává zelená, rozhraní mezi oběma zbarveními je ostré. Později listy zbělí a opadávají, mladé listy dříve, staré později. Nakonec bezlistá rostlina hyne.
Nedostatek dusíku
Nedostatek dusíku může způsobit žloutnutí listů postupně ke středovému nervu, vrcholy rostlin jsou načervenalé a načervenalé skvrny se objevují i na listech. Starší listy blednou rychleji, opadávají a růst rostliny se zastavuje.
Nedostatek draslíku
Nedostatek draslíku se projevuje podobně jako nedostatek dusíku. Listy od vrcholu žloutnou, žilnatina však zpočátku zůstává zelená. Později listy hnědnou, svinují se a opadávají. Nové listy jsou menší a mají nekrotizované okraje. Květní násada je malá a květy jsou špatně vyvinuté.
Nedostatek fosforu
Nedostatek fosforu se projevuje matnými, ale sytě zelenými listy, menší násadou květů, usycháním větví a světlejší barvou květů. Na spodní straně listů u středního žebra se tvoří červené skvrny, které se rozšiřují. Růst rostliny ustává.
Nedostatek manganu
Nedostatek manganu se projevuje stejně jako nedostatek železa, protože při nedostatku manganu nejsou pěnišníky schopné řádně asimilovat železo. 
Nedostatek vápníku
Nedostatek vápníku se nejprve projevuje žloutnutím a kroucením listů, nakonec odumírají terminální pupeny.
Nedostatek hořčíku
Nedostatek hořčíku způsobuje žloutnutí listů mezi žilkami, a to nejprve u listů na koncích větví. Později se na listech začnou tvořit načervenalé skvrny. Starší listy hnědnou a odumírají ve velkém množství. Květy jsou drobné a špatně vyvinuté.
Nedostatek boru

Při nedostatku boru se na nově vyrostlých listech objevují roztroušené hnědé tečky, které se mění v průsvitné skvrny – odumřelá místa. Některé listy se vlivem toho kroutí. Květy mají tmavší barvu než obvykle. 

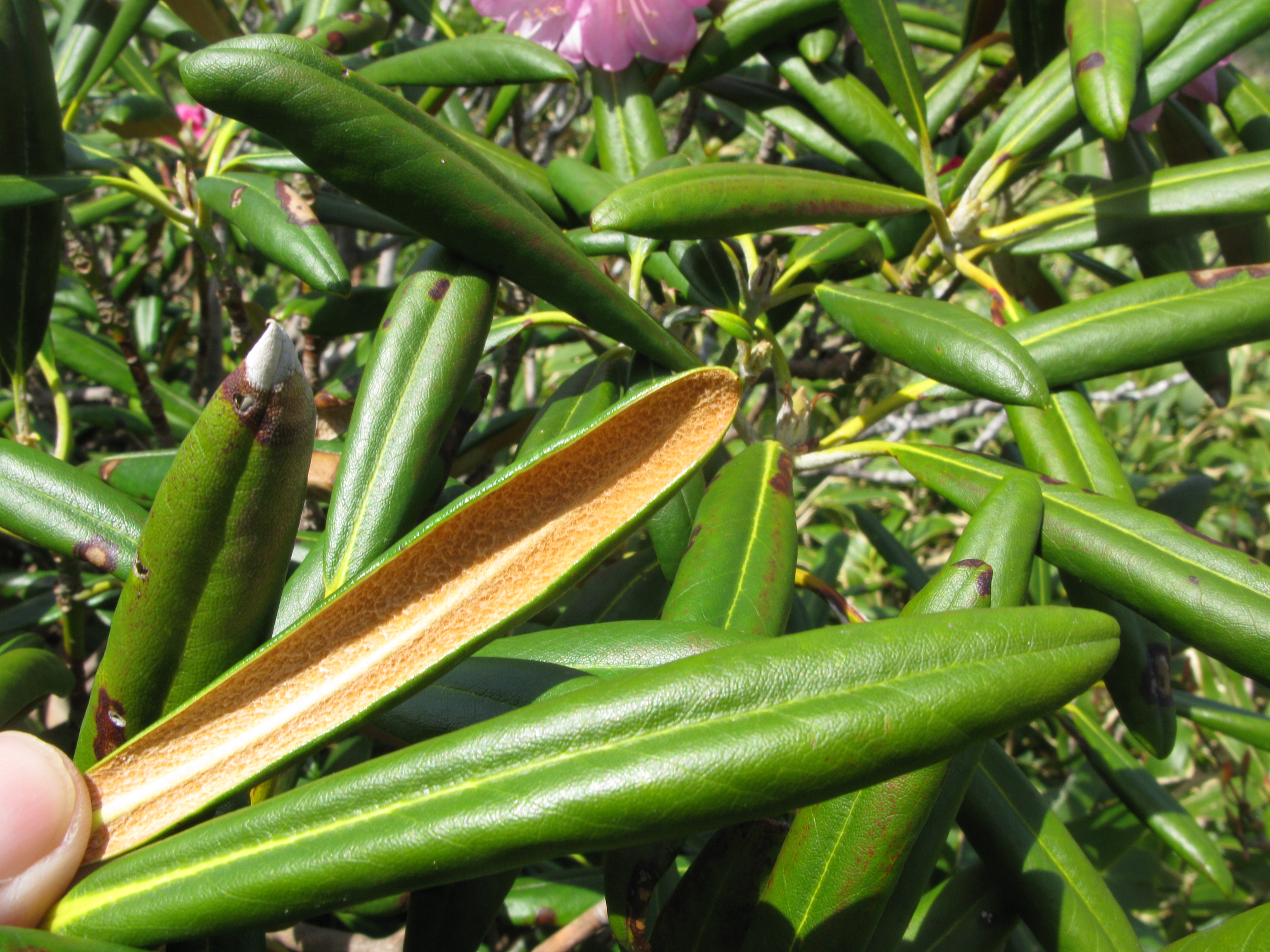
Spodní strana listu

### Voda
Dostatek vody je nezbytný. Pěnišníky mohou trpět v zimě nedostatkem vody, pokud byl podzim suchý. Nadbytek vody podporuje houbové choroby a chlorózu. K zálivce je nevhodná vápenitá voda, ideální je voda dešťová, nebo povrchová. Zamokření snáší například R. canadense a rojovník bahenní.

### Exhalace
V zakouřeném prostředí se vice daří druhům s lesklým listem, např. Rhododendron x laetevirens, Rhododendron fortunei, Rhododendron praecox, Rhododendron minus, Rhododendron williasianum a kultivarům.

### Řez

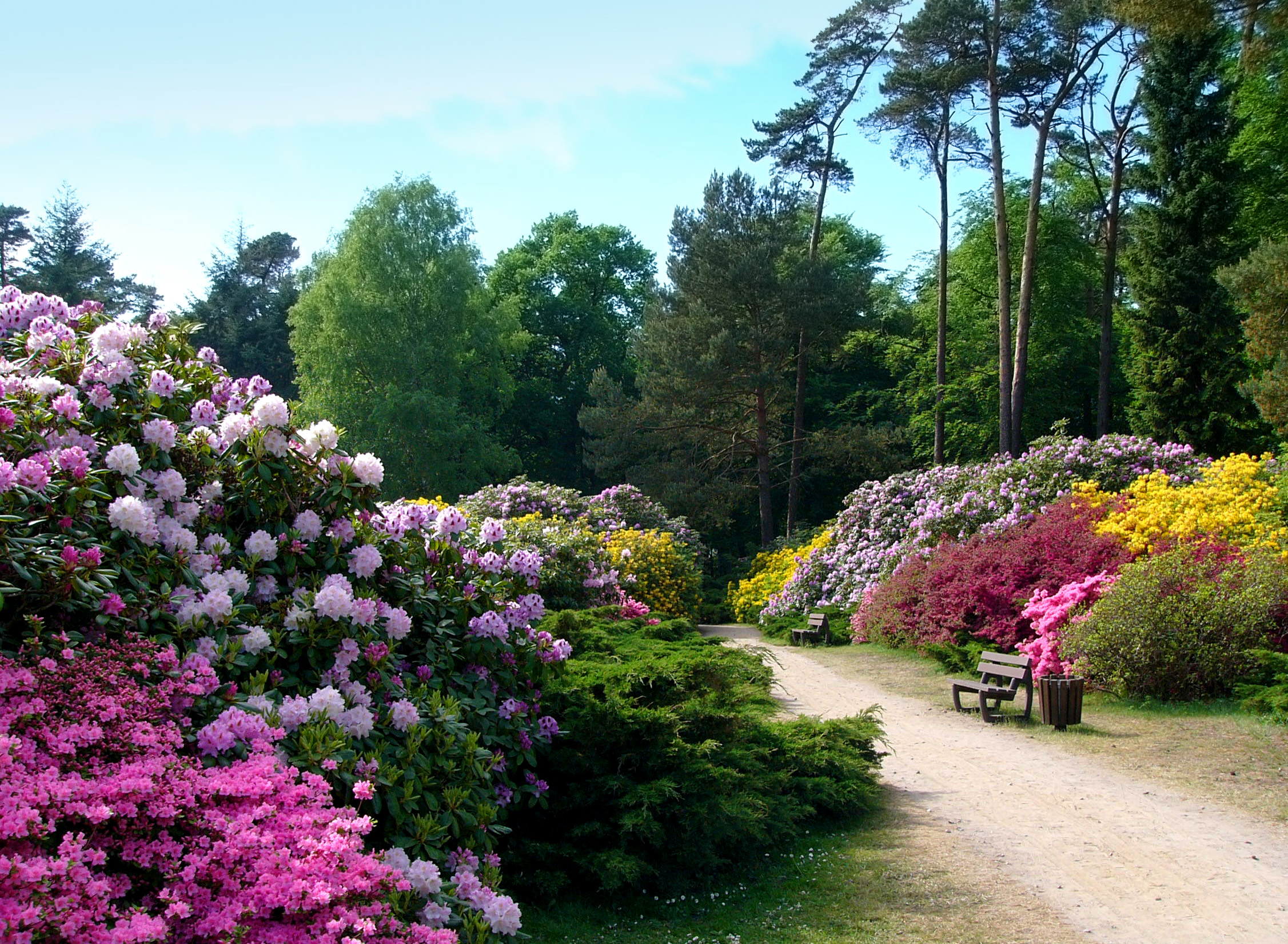
Park Graal-müritz

Pěnišníky obvykle nejsou upravovány řezem, ale v mládí snáší řez dobře. Přerostlé exempláře Rhododendron ponticum, nebo Rhododendron carawbiense lze zmladit i později, dobře regenerují.

### Nákup rostliny
Při nákupu prostokořených rostlin na podzim riskujeme, že nakoupíme rostliny, které byly v zahradním centru celé léto. Nejlepší je nakupovat rostliny, které jsou čerstvě vykopané (vydobyté). Nicméně většina rostlin zakoupených na jaře právě kvete, což je nejméně příznivá doba na vydobývání. Vhodnější je tedy nakoupit rostliny na podzim, kdy na stanovišti lépe zakoření během zimy a využije výhody zimních srážek. Rozhodně důležitější než stav nadzemní části je stav kořenového systému. Kořeny musí mít dostatek kořenového vlášení a nesmí být poškozené. Hrnkované rostliny mohou být výhodnější koupí, ale někdy prodejci jen nahrnkují neprodané prostokořené rostliny a prodávají je jako hrnkované.

### Choroby a škůdci

#### Poškození

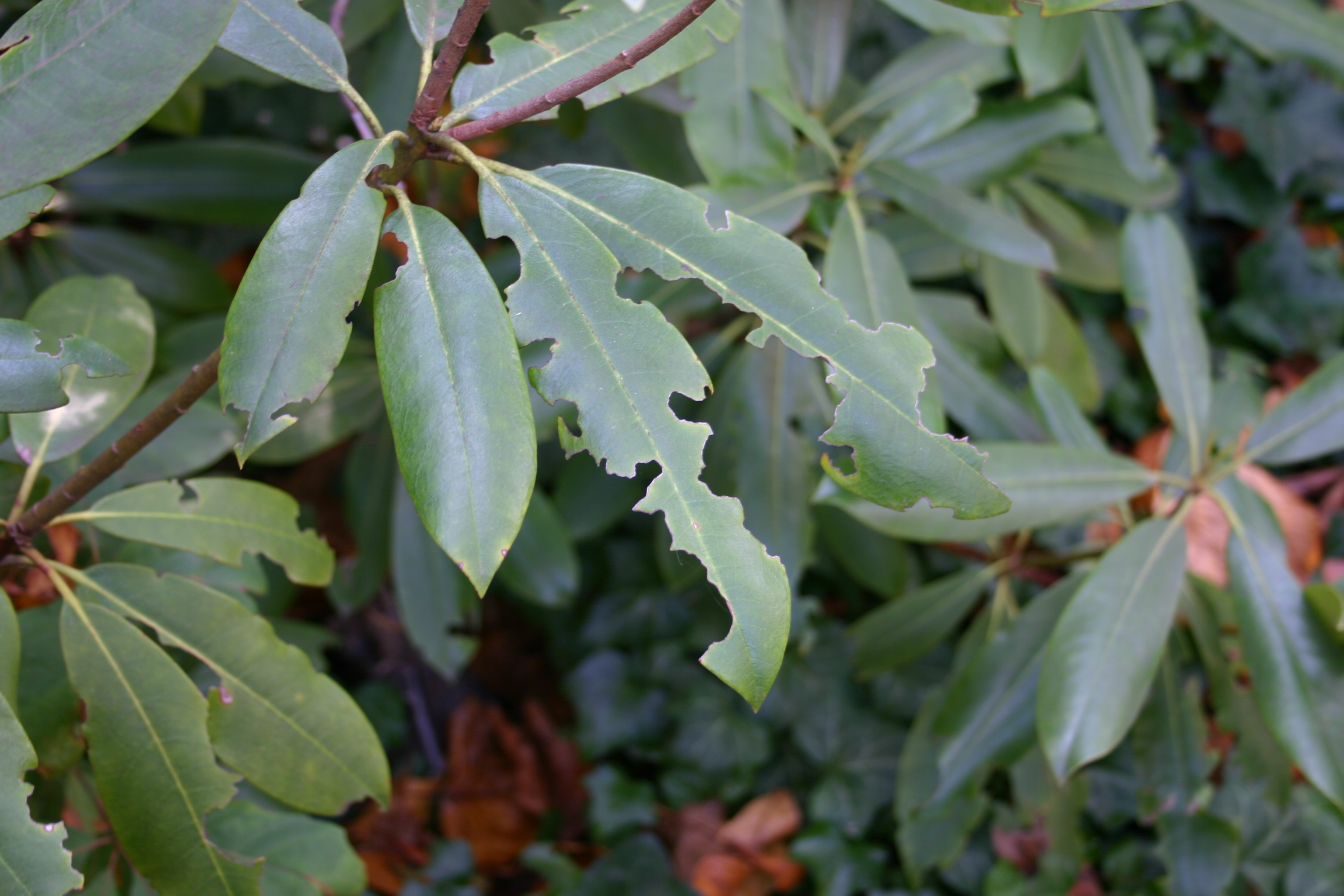
Poškození rododendronu od lalokonosce rýhovaného (Otiorhynchus sulcatus)

Pěnišníky mají mělké kořeny a kořeny mohou být vážně poškozeny herbicidy, nebo solemi z chodníků v zimním období. Půda u zdiva, jako jsou základy a chodníky je obvykle alkalická což může znamenat problém a způsobit chlorózu. Problémy také mohou údajně způsobit kořeny ořešáku. Ty uvolňují chemické látky, které jsou toxické pro rododendrony a mnoho dalších druhů rostlin. Vážně jej může ohrozit zaplevelení. Pěnišníky snadno přerostou jiné rostliny.

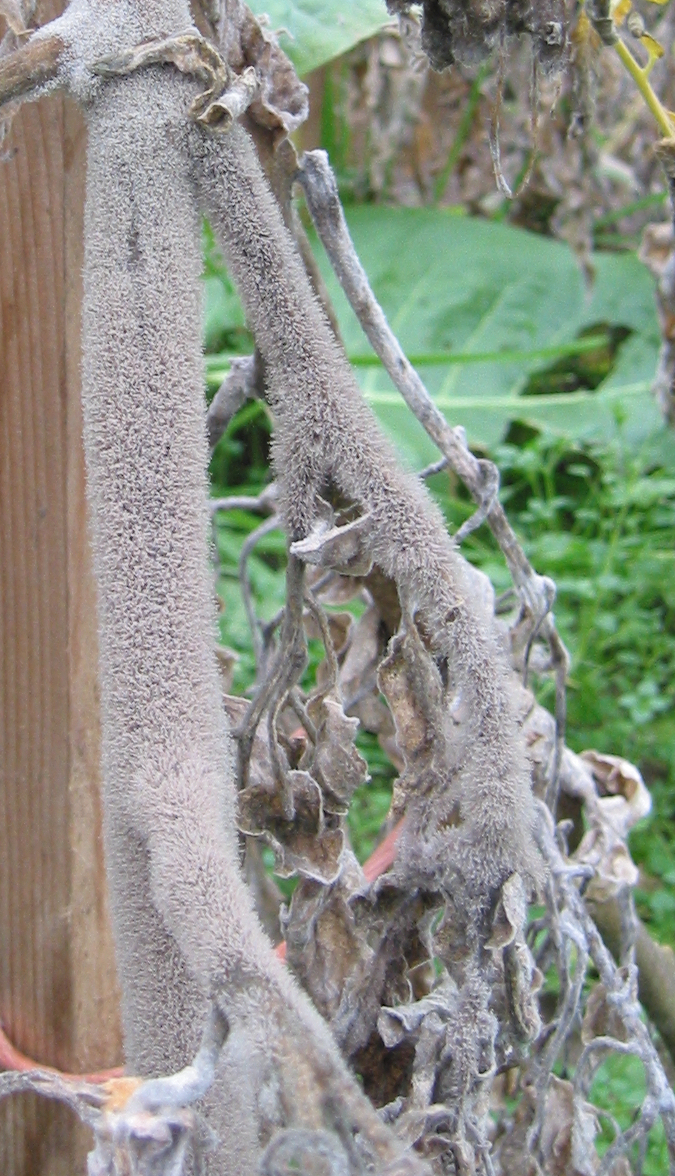
Botrytis cinerea

#### Fyziologické choroby
Fyziologické choroby jsou způsobeny nepříznivými vlivy prostředí. Například nedostatek vody se projevuje slabým růstem, vadnutím. Hnědé skvrny na listech může způsobit sluneční úpal. U základních prvků je nedostatek jednotlivých prvků vyživy popsán v oddíle hnojení. Nevhodná pH se projevuje žloutenkou, nebo načervenalým odstínem listů a způsobuje i nedostatečnou výživu rostlin. Celkové oslabení je příležitostí pro choroby a škůdce.

#### Houbové choroby
Špatné podmínky mohou přispět k onemocnění pěnišníků. Časté jsou houbové choroby. 
Fytoftorové odumírání výhonů fytoftorovou kořenovou hnilobu nebo fytoftorové vadnutí  a další vážné choroby způsobují houby, například  Physalospora rhododenri, nebo Phytophtora cactorum. Pokud je rostlina napadena, rostlinu je třeba vykopat a spálit. 
Rez rhododendronová, (Chrysomyxa rhododendri) houbová choroba způsobuje hnědé a červené rozšiřující se skvrny na listech,na kterých se zespodu vytvářejí spory. Jako dvoudomá rez potřebuje dva hostitele. Více však poškozuje jehličnany. 
Skvrnitost, Cercospora rhododendri, která způsobuje nepravidelné skvrny na listech a Phylostica maxima která vytváří šedohnědé skvrny je třeba ošetřovat organickými fungicidy. Pěnišníky mohou trpět i Pestalozzia rhododendri a Pestalozzia macrotricha, jejich větve mohou být napadeny houbou Chondrostereum purpureum a nebo se na listech mohou objevit černé skvrny po napadení houbou Septoria azalae. Poškození způsobující ztloustnutí listů způsobuje i Exobasidium japonicum a nerovnosti na povrchu listů houba Exobasidium rhododenri. Hnilobu pupenů způsobuje houba Sporocybe azaleae, opad květů může mít na svědomí Ovulinia azaleae. 
Plíseň šedá, Botrytis cinerea, která napadá všechny druhy rostlin, může napadat i oslabené pěnišníky. Škůdci poškozují listy a otvírají tím často cestu k napadení rostliny houbovou chorobou Pycnostysanus. Padání listů způsobuje Drepanopeziza ribis. Puchýře způsobuje virová mozaiková choroba přenášená mšicemi. Takovou rostlinu je třeba vykopat a spálit. Na kořenech se může usídlit houba václavka Armillaria mellea a v takovém případě je dobře všechny napadené části rostliny pečlivě odstranit i s půdou, vyrýt celou rostlinu a spálit.

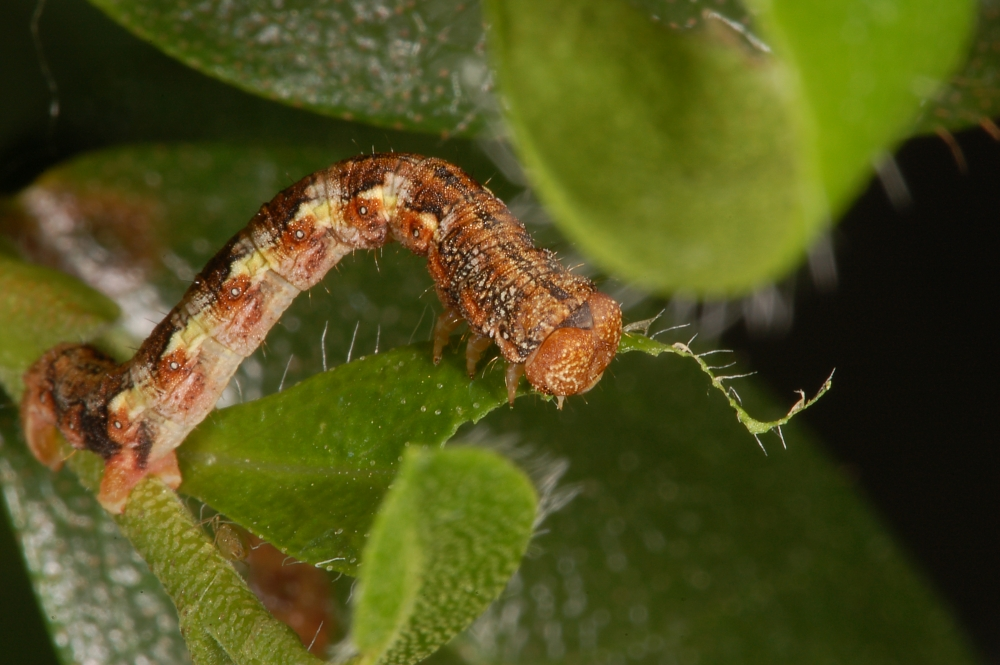
Píďalky na pěnišníku

#### Škůdci
Existuje mnoho druhů hmyzu, který je buď přímo parazitem pěnišníků, nebo se jimi příležitostně živí. Pěnišníky napadají brouci nosatci, kteří jsou hlavními škůdci rododendronů. Pěnišník vyhledávají jako potravu pro larvy někteří zástupci řádu Lepidoptera (motýli a můry). Na listech se pase vzpřímenka azalková (Gracillaria azaleella), zavíječ (Capua angustiorana), okraje listů ožírají píďalky (Arichanna melanaria), nebo lakonosec rýhovaný (Otiorrhynchus sulcatus). Pěnišníky napadá také roztoč (Eriphyes alpestris), sviluška (Tetranychus urticae), vlnovník (Phyllocoptes azaleae), třásněnka skleníková (Heliotrips haemorrhoidalis), molicí (Dialeurodes chittendeni), červec (Pseudoccocus citri), nebo roztočík (Tarsonemus palidus). Vrcholky rostlin spřádá obaleč (Acalla schalleriana). Větvičky napadá housenka nesytka (Sesia rhododenri), (Phyllocoptes azaleae).. Důležitým škůdcem je i ploštice (Stephanitis rhododendri).

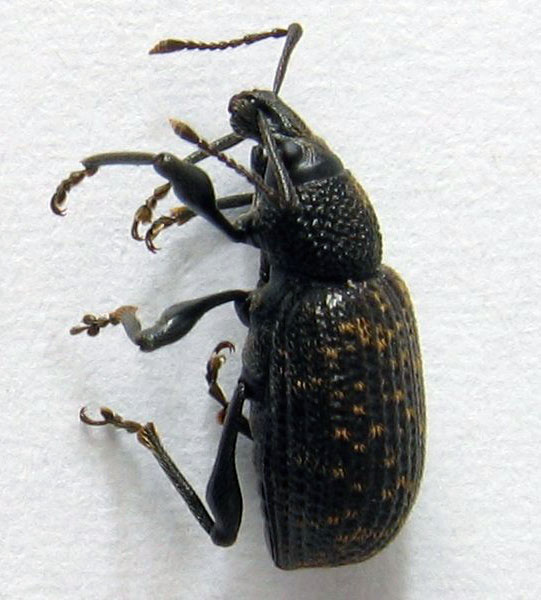
Otiorhynchus sulcatus

### Použití herbicidů
Pokud je to nutné, je na jaře možné ošetřit porosty pěnišníků pomocí postřiku herbicidu na bázi triclopyru.

#### Organizace zabývající se pěnišníky
- American Rhododendron Society
- UK Royal Horticultural Society